# Interclubs 2013/14
Die Interclubs 2013/14 war die belgische Mannschaftsmeisterschaft im Schach.
Meister wurde der KSK 47 Eynatten, während sich der Titelverteidiger Schachfreunde Wirtzfeld mit dem fünften Platz begnügen musste. Aus der Division 2 waren im Vorjahr Cercle Royal des Echecs de Liège et Echiquier Liègeois und Koninklijke Brugse Schaakkring aufgestiegen. Beide Aufsteiger erreichten den Klassenerhalt, während der Chess Club Anderlecht und der Koninklijke Deurne SK absteigen mussten.
Zu den gemeldeten Mannschaftskadern siehe Mannschaftskader der Interclubs 2013/14.

## Spieltermine
Die Wettkämpfe wurden am 22. und 29. September, 13. Oktober, 17. November, 1. und 15. Dezember 2013, 12. und 26. Januar, 9. und 23. Februar, und 23. März 2014 gespielt. Die letzte Runde wurde zentral ausgerichtet, die übrigen fanden dezentral bei den beteiligten Vereinen statt.

## Modus
Die zwölf teilnehmenden Mannschaften spielten ein einfaches Rundenturnier. Über die Platzierung entschied zunächst die Anzahl der Mannschaftspunkte (zwei Punkte für einen Mannschaftssieg, ein Punkt für ein Unentschieden, kein Punkt für eine Niederlage) und dann die Zahl der Brettpunkte (drei Punkte für einen Sieg, zwei Punkte für ein Remis, ein Punkt für eine Niederlage, kein Punkt für eine kampflose Niederlage).

## Abschlusstabelle
| Pl. | Verein                                                     | Sp | G | U | V  | MP    | Brett-P. |
| --- | ---------------------------------------------------------- | -- | - | - | -- | ----- | -------- |
| 01. | KSK 47 Eynatten                                            | 11 | 8 | 3 | 0  | 19:3  | 212      |
| 02. | Cercle d’Échecs Fontainois                                 | 11 | 8 | 2 | 1  | 18:4  | 182      |
| 03. | KSK Rochade Eupen-Kelmis                                   | 11 | 6 | 3 | 2  | 15:7  | 194      |
| 04. | Koninklijke Gentse Schaakkring Ruy Lopez                   | 11 | 7 | 1 | 3  | 15:7  | 193      |
| 05. | Schachfreunde Wirtzfeld (M)                                | 11 | 6 | 2 | 3  | 14:8  | 188      |
| 06. | L’Echiquier Amaytois                                       | 11 | 5 | 0 | 6  | 10:12 | 177      |
| 07. | Borgerhoutse SK                                            | 11 | 5 | 0 | 6  | 10:12 | 175      |
| 08. | Cercle Royal des Echecs de Liège et Echiquier Liègeois (N) | 11 | 4 | 2 | 5  | 10:12 | 171      |
| 09. | Cercle des Echecs de Charleroi                             | 11 | 5 | 0 | 6  | 10:12 | 168      |
| 10. | Koninklijke Brugse Schaakkring (N)                         | 11 | 2 | 2 | 7  | 6:16  | 162      |
| 11. | Chess Club Anderlecht                                      | 11 | 2 | 1 | 8  | 5:17  | 155      |
| 12. | Koninklijke Deurne SK                                      | 11 | 0 | 0 | 11 | 0:22  | 133      |

### Entscheidungen
|     | Belgischer Meister: KSK 47 Eynatten                                       |
|     | Absteiger in die Division 2: Chess Club Anderlecht, Koninklijke Deurne SK |
| (M) | Meister der letzten Saison                                                |
| (N) | Aufsteiger der letzten Saison                                             |

## Kreuztabelle
| Ergebnisse | Ergebnisse                                             | 01. | 02. | 03. | 04. | 05. | 06. | 07. | 08. | 09. | 10. | 11. | 12. |
| ---------- | ------------------------------------------------------ | --- | --- | --- | --- | --- | --- | --- | --- | --- | --- | --- | --- |
| 01.        | KSK 47 Eynatten                                        |     | 16  | 16  | 18  | 16  | 18  | 21  | 20  | 22  | 23  | 20  | 22  |
| 02.        | Cercle d’Échecs Fontainois                             | 16  |     | 17  | 10  | 17  | 17  | 18  | 16  | 19  | 18  | 16  | 18  |
| 03.        | KSK Rochade Eupen-Kelmis                               | 16  | 15  |     | 15  | 16  | 20  | 19  | 16  | 21  | 17  | 20  | 19  |
| 04.        | Koninklijke Gentse Schaakkring Ruy Lopez               | 14  | 22  | 17  |     | 19  | 14  | 15  | 17  | 19  | 16  | 19  | 21  |
| 05.        | Schachfreunde Wirtzfeld                                | 16  | 15  | 16  | 13  |     | 16  | 14  | 23  | 18  | 17  | 20  | 20  |
| 06.        | L’Echiquier Amaytois                                   | 14  | 15  | 12  | 18  | 15  |     | 12  | 13  | 23  | 18  | 17  | 20  |
| 07.        | Borgerhoutse SK                                        | 11  | 14  | 13  | 17  | 18  | 20  |     | 12  | 13  | 21  | 15  | 21  |
| 08.        | Cercle Royal des Echecs de Liège et Echiquier Liègeois | 12  | 16  | 16  | 15  | 9   | 19  | 20  |     | 15  | 12  | 18  | 19  |
| 09.        | Cercle des Echecs de Charleroi                         | 10  | 13  | 11  | 13  | 14  | 9   | 19  | 17  |     | 18  | 22  | 22  |
| 10.        | Koninklijke Brugse Schaakkring                         | 9   | 14  | 15  | 16  | 15  | 14  | 11  | 20  | 14  |     | 16  | 18  |
| 11.        | Chess Club Anderlecht                                  | 12  | 15  | 12  | 13  | 12  | 15  | 17  | 14  | 10  | 16  |     | 19  |
| 12.        | Koninklijke Deurne SK                                  | 10  | 14  | 13  | 11  | 12  | 12  | 11  | 13  | 10  | 14  | 13  |     |

## Die Meistermannschaft
| 1.            | KSK 47 Eynatten |
| Schachfiguren | Igor Khenkin, Róbert Ruck, Šarūnas Šulskis, Imre Balog, Leonid Milov, Robert Zelčić, Csaba Horváth, Robin Swinkels, Daniel Hausrath, Felix Levin, Michael Hoffmann, Martijn Dambacher, Mihail Saltaev, Swetlin Mladenow, Christian Seel, Thomas Koch, Patrick Zelbel, Matthias Röder, Lorenz Maximilian Drabke, Richard Polaczek, Christian Braun, Michael Hammes, Christof Sielecki, Thomas Trella, Marcel Becker, Wladimir Skulener, Norbert Coenen, Guido Kern, Jürgen Kaufeld, Sven-Holger Heimsoth. |